# Marquesado de San Leonardo de Palmeri
El marquesado de San Leonardo de Palmeri (en italiano: marchesato di San Leonardo di Palmeri), con la denominación provisional de marquesado de San Lorenzo de Palmeri (en italiano: marchesato di San Lorenzo di Palmeri), simplificado en marquesado de San Leonardo (en italiano: marchesato di San Leonardo), es un título nobiliario de Sicilia, después de las Dos Sicilias, creado en Madrid el 1 de agosto de 1652 y ejecutado nel Consiglio di Registro de Mercedi del Reino el 29 de agosto de 1654 por el rey Felipe III de Sicilia, a favor de Francesco de Silva e Alarcone.

## Denominación
Su nombre hizo referencia a San Lorenzo, en la villa de Palmeri. Fue cambiado por San Leonardo, en la villa de Palmeri, por voluntad del rey, que quería que el título se refiriera a un lugar habitado.

## Armas
Los I al II marqueses usaron por armas: en campo de rojo, dos leones de púrpura coronados de oro puestos en banda virados uno para el otro, bordura cosida de rojo cargada de ocho aspas de oro (Armas de Merced Nueva variantes de las del linaje de Silva).
Los III al VII marqueses usaron por armas: en campo de rojo, un perro galgo de plata con collar de oro (Vanni di Sicilia).
Los VIII al XI marqueses usaron por armas: en campo de azur, un carruaje de caballos de oro, que pasa sobre el suelo natural, con un sol radiante de oro al cantón izquierdo del escudo (Carrozza) o escudo partido, en el primero en campo de azur, un carruaje de caballos de oro, que pasa sobre el suelo natural, con un sol radiante de oro al cantón izquierdo del escudo (Carrozza), y en el segundo cinco puntos de oro, equivalentes a cuatro de azul, con la cabeza plateada cargada con la cerca negra desteñida (Pallavicino de Génova); el escudo es acosado de una águila bicéfala espajada de negro, membrada, bicada y coronada al viejo todo de oro.

## Marqueses de San Leonardo de Palmeri
|                                                                                  | Titular                                                       | Periodo                                            |
| Título de Sicilia Creado por Felipe III de Sicilia                               | Título de Sicilia Creado por Felipe III de Sicilia            | Título de Sicilia Creado por Felipe III de Sicilia |
| -------------------------------------------------------------------------------- | ------------------------------------------------------------- | -------------------------------------------------- |
| I                                                                                | Francesco de Silva e Alarcone                                 | 1652-1657                                          |
| II                                                                               | Emanuele de Silva e Sarzana                                   | 1658-1693                                          |
| III                                                                              | Isabella Vanni e Termine                                      | 1693-1706                                          |
| IV                                                                               | Emanuele Vanni e Giancardo                                    | 1706-1729                                          |
| V                                                                                | Placido Vanni e Giancardo                                     | 1729-1752                                          |
| VI                                                                               | Orazio Vanni e Lapis                                          | 1752-1759                                          |
| VII                                                                              | Placido Giuseppe Vanni e La Torre                             | 1759-1769                                          |
| VIII                                                                             | Giovanni Carrozza e Cazzaniti                                 | 1769-1791                                          |
| IX                                                                               | Giovanni Carrozza e Pallavicino                               | 1791-1816                                          |
| Título de las Dos Sicilias                                                       |                                                               |                                                    |
| IX                                                                               | Giovanni Carrozza e Pallavicino                               | 1816-1842                                          |
| X                                                                                | Giovanni Carrozza e El Monaco                                 | 1842-1861                                          |
| Título de Italia Reconocido por Víctor Manuel II                                 |                                                               |                                                    |
| X                                                                                | Giovanni Carrozza e El Monaco                                 | 1861-1911                                          |
| XI                                                                               | Giulio Carrozza e Patania                                     | 1911-1919                                          |
| Rehabilitación como título de las Dos Sicilias por Carlos de Borbón-Dos Sicilias |                                                               |                                                    |
| XII                                                                              | Fernando de Castro Pereira Mouzinho de Albuquerque e Cunha    | 1982-1997                                          |
| XIII                                                                             | Maria Fernanda Amorim Pereira Mouzinho de Albuquerque e Cunha | 1997-actual titular                                |

## Historia de los marqueses de San Leonardo de Palmeri
- Francesco de Silva e Alarcone (? - 1657), I marqués de San Lorenzo de Palmeri luego I marqués de San Leonardo de Palmeri, capitán, gobernador del Monte di Pietà, de Palermo, de 1665 a 1666, hijo de Francesco o Andrea de Silva e Alarcone y de su esposa Bianca de Silva y nieto materno de Lorenzo Téllez de Silva y de su esposa Juana Marino de Moncada, marquesa de la Favara.

Casó primera vez con Angela Moralchino, de quien hubo a Andrea de Silva e Moralchino y Giuseppa de Silva e Moralchino, esposa de Bernardo Giacone, y se casó segunda vez con Girolama Sarzana e Berturotto (? - 1677), de quien hubo a Lorenzo Téllez de Silva e Sarzana, Ninfa de Silva e Sarzana, Francesco de Silva e Sarzana y Emanuele de Silva e Sarzana. El testamento de ambos fue publicado por el notario Giuseppe Cofora e di Giorgio, de Palermo, el 1 de junio de 1677. Le sucedió su hijo:
- Emanuele de Silva e Sarzana, II marqués de San Leonardo de Palmeri, investido el 25 de septiembre de 1658 por muerte de su padre, de quién era heredero particular, por testamento celebrado en las actas del notario Pietro Giovanni Antonio Pontifici, de Palermo, el 30 de agosto de 1557, nel Protonotariato del Reino, XII Indiz., folio 65, reinvestido el 16 de septiembre de 1666, por pasaje de la Corona, neçl Registro de la Cancillería, V Indiz., folio 459, gobernador del Monte di Pietà, de Palermo, de 1675 a 1676.

Casó con pacto dotal del notario Mariano Scoferio, de Palermo, del 16 de junio de 1653, con Isabella Vanni e Termine, III marquesa de San Leonardo de Palmeri, que consiguió el "Legato Vanni" el 23 de julio de 1654, hija de Raffaello Vanni, I marqués de Roccabianca, I barón de Ponte di Termini, y de su esposa Eleonora Termine e Bologna (Birribaida). Sin descendencia. La marquesa ganó la herencia de su marido por sus créditos dotales y esto ante la Corte Pretoriana de Palermo, el 7 de abril de 1693, incluyendo el título actual. No tomó investidura. Le sucedió su esposa:
- Isabella Vanni e Termine, III marquesa de San Leonardo de Palmeri, la qual consiguió el "Legato Vanni" el 23 de julio de 1654, hija de Raffaello Vanni, I marqués de Roccabianca, I barón de Ponte di Termini, y de su esposa Eleonora Termine e Bologna (Birribaida). La marquesa ganó la herencia de su marido por sus créditos dotales y esto ante la Corte Pretoriana de Palermo, el 7 de abril de 1693, incluyendo el título actual. No tomó investidura.

Casó con pacto dotal del notario Mariano Scoferio, de Palermo, del 16 de junio de 1653, con Emmanuele de Silva y Sarzana, II marqués de San Leonardo de Palmeri. Sin descendencia. Le sucedió por donación por acto de 8 de mayo de 1706 su sobrino nieto paterno:
- Emanuele Vanni e Giancardo (? - Palermo, 1729), IV marqués de San Leonardo de Palmeri el 8 de mayo de 1706 como donatario de su tía abuela paterna, que se lee en los actos del notario Niccolò Maranto, de Palermo, investido nel título el 10 de noviembre de 1715, como donante de su tía abuela paterna (Registro de la Cancillería, IX Indiz., folio 13), hijo de Orazio Vanni e Bellacera y nieto paterno de Placido Vanni e Termine, hermano de Isabella Vanni e Termine, gobernador del Monte di Pietà de Palermo en 1720, 1721, 1725, 1726 y 1729.

Casó con pacto dotal del notario Niccolò Maranto, de Palermo, del 8 de mayo de 1706, con Vittoria Lapis e Sarzana, la qual consiguió el "Legato Vanni" el 22 de diciembre de 1708. Sin descendencia. Le sucedió su hermano segundo:
- Placido Vanni e Giancardo, V marqués de San Leonardo de Palmeri, investido el 7 de septiembre de 1729 tras la muerte de su hermano primogénito, nel Registro de la Cancillería, VIII Indiz., folio 14, libro 2.

Casó primera vez con Zenobia Lapis e Sortino, la qual consiguió el "Legato Vanni" el 15 de septiembre de 1722, con descendencia, y casó segunda vez con Giovanna Marino, hija de Gerolamo Marino y de su esposa Ginevra ..., con descendencia. Le sucedió su hijo primogénito del primer matrimonio:
- Orazio Vanni e Lapis, VI marqués de San Leonardo de Palmeri, investido el 29 de julio de 1752 tras la muerte de su padre, neçl Oficio del Protonotariado, Procesos de Investidura, 1752, que estuvo en cargo de la Hospedalaria de los Incurables de Palermo el 17 de agosto de 1774.

Casó con pacto dotal del notario Antonio Bruno, de Palermo, del 11 de febrero de 1747, con Donna Onofria La Torre e Scoma, que consiguió el "Legato Vanni" el 22 de septiembre de 1749, hija de Don Orazio La Torre, IV príncipe della Torre grande de Sicilia, y de su esposa Dorotea Scoma e Benso. Le sucedió por cedencia su único hijo:
- Placido Giuseppe Vanni e La Torre, VII marqués de San Leonardo de Palmeri, investido el 25 de febrero de 1759 por cedencia de su padre, nel Oficio de Protonotariato, Procesos de Investidura, 1759, título vendido en los actos del notario Bartolomeo Marchese, de Palermo, el 22 de julio de 1769, a Giuseppe Carrozza e Cazzaniti, comprado, pro persona nominada, con el verbo real por el poder de Placido Giuseppe Vanni e La Torre, Cons., Volumen 1172, folio 120.

Soltero y sin descendencia.
- Giovanni Carrozza e Cazzaniti, VIII marqués de San Leonardo de Palmeri, investido el 25 de septiembre de 1769, como declarante de su hermano Giuseppe Carrozza e Cazzaniti, en los actos del notario Bartolomeo Marchese, de Palermo, el 25 de julio de 1769, que Giuseppe Carrozza e Cazzaniti había comprado, pro persona nominada, con el verbo real por el poder de Placido Giuseppe Vanni e La Torre, en los actos del notario Barolomeo Marchese, de Palermo, el 22 de julio de 1769, Cons., Volumen 1172, folio 120, hijos ambos de Francesco Carrozza y de su esposa Sicilia Cazzaniti, doctor en Derecho, Nobile di Messina, señor de la R. Portulania de la ciudad de Siracusa, que compró en 1756, senador de Messina en 1759-1760, senador de Messina en 1763-1764, rector noble degli Spersi en 1770-1771 y senador de Messina en 1771-1772.

Casó con María Carmela Mares e [...]. Le sucedió su nieto paterno, hijo de su hijo primogénito Francesco Saverio Carrozza e Mares (? - Messina, 11 de febrero de 1789)y de su esposa Pellinetta Pallavicino e de Franchi, genovesa, hija de Innocenzo Pallavicino y de su esposa Maria Maddalena de Franchis, fallecido en vida de su padre, como lo demuestra la fe emitida por la parroquia di San Antonio Abate:
- Giovanni Carrozza e Pallavicino (? - Pagliara, 25 de mayo de 1842, a los 76 años), IX marqués de San Leonardo de Palmeri, investido el 24 de noviembre de 1791, como nieto paterno y heredero universal de Giovanni Carrozza e Cazzaniti, su abuelo paterno, en virtud de un testamento publicado por el notario Antonio De Cola, de Messina, nel 11 de octubre de 1789, en la Conservatoria, Volumen 1180, folio 15 verso, el último investido y reconocido en el sistema feudal.

Casó primera vez con pacto dotal en una carta privada el 7 de junio de 1796, depositada nel notario Francesco Talamo, de Nápoles, el 25 de octubre de 1796, con su prima Eloisa Pallavicino, hija de Giovanni Andrea Pallacivcino, de Génova, y de su esposa, y casó segunda vez en Pagliara, el 25 de noviembre de 1831,a los 57 años, con Concetta Lo Monaco e Passalacqua, de Milazzo, de 29 años, hija de Francesco Lo Monaco y de su esposa Rosaria Passalacqua, confrate de la Compañía de la Paz, de los Bianchi de Messina, en 1797, senador de la ciudad de Messina en 1809. Le sucedió su hijo primogénito:
- Giovanni Carrozza e El Monaco (Arzobispado de Messina, 26 de agosto de 1838 - Milazzo, 25 de julio de 1911), X marqués de San Leonardo de Palmeri, que sucedió como hijo primogénito a la muerte de su padre.

Casó en Giardini el 1 de septiembre de 1861 con Fanny Patania e Laquidara, hija de Giovanni Patania e Gioeni y de su esposa Domenica Laquidara e da Messina, y en Giardini el 1 de septiembre de 1861. Murió en Milazzo el 25 de julio de 1911. Le sucedió su hijo primogénito:
- Giulio Carrozza e Patania (Roccalumera, 19 de febrero de 1870 - Messina, 21 de agosto de 1919, a los 49 años), XI marqués de San Leonardo de Palmeri, que sucedió como hijo primogénito a la muerte de su padre.

Casó en Roccalumera el 8 de noviembre de 1896 con Giulia Giorgianni e Pulego, de Messina, hija de Salvatore Giorgianni, comerciante de Messina, y de su esposa Michela Pulego. Los marqueses de San Leonardo en el siglo XX: su nieta materna Paola Ruggeri e Carrozza casó con Ugo Bensaja, prefecto de Messina, cuyos antepasados, partidarios de la Unificación de Italia por la Casa de Saboya, están estrechamente relacionados con la conquista del este de Sicilia por el Ejército de Giuseppe Garibaldi, y tuvieron un hijo, Enzo Bensaja e Ruggeri e dos hijas, Anna Bensaja e Ruggeri e Luisa Bensaja e Ruggeri. Enzo Bensaja e Ruggeri se casó con Tullia Musolino, descendiente de los príncipes de Catalogna, y tienen una hija y un hijo, Vera Bensaja e Musolino y Fabio Bensaja e Musolino. Inscrita nel "Libro d’Oro della Nobilta’ Italiana", la succesibilidad siciliana: la hija hembra sucede en el título cuando el poseedor de él no tiene hijos varones.
Hubo una tentativa de rehabilitación y transformación en título nobiliario español «a primer titular» de este título por María Teresa Fernández-Mota de Cifuentes, miembro numerario del Instituto "Salazar y Castro", autora de "Relación de títulos nobiliarios vacantes, y principales documentos que contiene cada expediente que, de los mismos, se conserva en el archivo del Ministerio de justicia", 1966, con la denominación de marquesado de Villa del Rey en España por Alfonso XIII el 11 de febrero de 1927 y dos tentativas de rehabilitación y transformación en título nobiliario español «a primer titular» de este título por Antonio Sánchez de Larragoiti y de Curdumi en España por Francisco Franco el 26 de julio de 1968 y en España por Juan Carlos I el 27 de abril de 1978.
El título fue rehabilitado nel defuncto reino de las Dos Sicilias por su pretendiente Carlos de Borbón-Dos Sicilias, con la designación de marquesado de San Leonardo, por veces marquesado de Villa San Leonardo, confirmado por el Jefe de la Casa Real por Diploma de fecha desconocida de 1982 y Carta de Confirmación y Registro del mayordomo-mayor de la Casa Real de fecha desconocida de 1982, en:
- Fernando de Castro Pereira Mouzinho de Albuquerque e Cunha (Vila Nova de Famalicão, Vila Nova de Famalicão, 23 de Julho de 1908 - Cascais, Cascais, 14 de noviembre de 1997), XII marqués de San Leonardo (fecha desconocida de 1982), IV marqués de Brindis (fecha desconocida de 1982).[1]

Casó primera vez con Maria Beatriz da Silva Amorim (Porto, Bonfim, 23 de diciembre de 1911 - ?), divorciados en fecha desconocida de 1938, de la cual tuvo una hija, casada y con descendencia, casó segunda vez, divorciados, sin descendencia, y casó tercera vez civilmente y después religiosamente con Maria Angelina Gonçalves Barroso (14 de febrero de 1940), de la cual tuvo una hija, casada y con descendencia. Le sucedió su hija del primer matrimonio:
- Maria Fernanda Amorim Pereira Mouzinho de Albuquerque e Cunha (Braga, 20 de julio de 1932), XIII marquesa de San Leonardo.[1]

Casó con Manuel Esteves Correia de Faria (Braga, 13 de febrero de 1925 - ?), ingeniero civil, de lo cual tuvo un hijo, casado y con descendencia, y duas hijas, casadas y con descendencia.